# Ipomoea littoralis
Espèce
Statut de conservation UICN

 LC  : Préoccupation mineure
Ipomoea littoralis est une espèce de plantes dicotylédones de la famille des Convolvulaceae, originaire des régions tropicales de l'Ancien Monde.
Ipomoea littoralis est l'une des 13 espèces sauvages classées dans la série Batatas (Ipomoea subg. Eriospermum Sect. Eriospermum). Cette espèce diploïde est un parent sauvage de la patate douce (Ipomoea batatas). C'est la seule de la série Batatas qui ne soit pas originaire d'Amérique.

## Distribution et habitat
L'aire de répartition d’Ipomoea littoralis comprend diverses régions du Sud de l'Asie : Chine (Hainan, Nanhai Zhudao), Taïwan, Birmanie, Cambodge, Inde, Indonésie, Japon (îles Ryūkyū), Malaisie, Nouvelle-Guinée, Philippines, Sri Lanka, Thaïlande, Viêt Nam, ainsi que de l'Afrique, de l'Australie et d'îles de l'ouest du Pacifique.
Cette plante se rencontre dans les régions côtières, jusqu'à 100 mètres d'altitude, sur les rivages sablonneux et dans les fourrés côtiers.